# マラパルテ邸

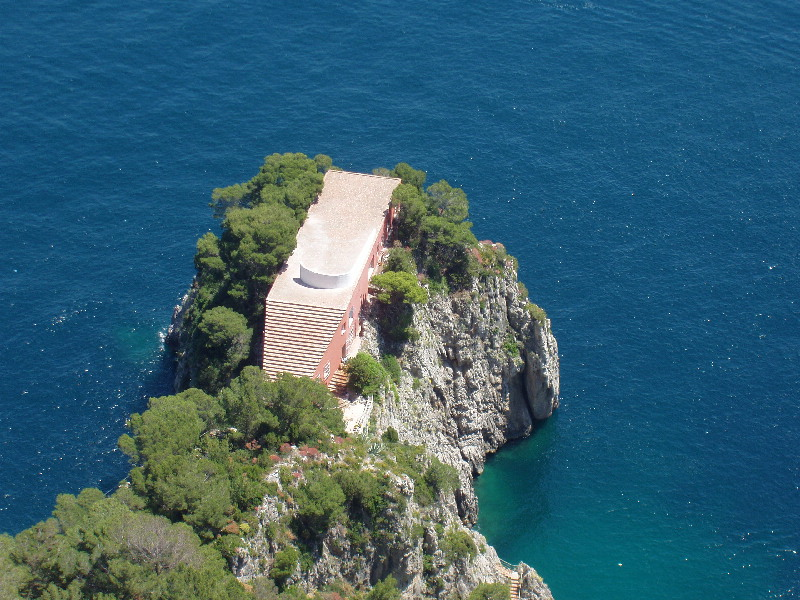
マラパルテ邸

マラパルテ邸（イタリア語: Casa Malaparte または Villa Malaparte）は、イタリア南部のカプリ島にある、作家・ジャーナリスト、クルツィオ・マラパルテのための別荘である。

## 略歴・概要
カプリ島の東端、マッスーロ岬に建つ。地元の石工アドルフォ・アミトラーノの助けを借りながらマラパルテ自身が建設した。設計者については、イタリアの合理主義建築家アダルベルト・リベラによって1937年頃に設計されたという説と、マラパルテはリベラの設計案をそのまま採用せず、自分で設計をしながら建設したという説との二つがあり、現在は後者のほうが有力となっている。
屋上（「ソラリウム」＝日光浴場と呼ばれた）へ向かって幅を広げてゆく大階段を持つ赤い組積造の建物上に、白い壁が弧を描いて自立している。曲面壁は屋上での風よけと崖の上からの視線を遮る役割を持つ。建物の建つ断崖は海面から32メートルもあり、サレルノ湾を一望する事ができる。建物へのアプローチは陸側（カプリ市街の方向）からは徒歩で行う。また、ボートから絶壁に彫り込まれた長い階段を登ってアプローチする事もできる。
居間に開けられた4つの大きな窓の枠は絵画の額縁を模して加工されており、木々を通して海を眺む景色を、絵画のように切り取っている。内装は白を基調としたシンプルなもので、マラパルテのデザインの家具類、居間の緩やかな曲面を持ったスタッコ製の暖炉、愛人用の寝室にあるタイル張りのバスタブがある。
マラパルテがムッソリーニによってリーパリ島へ流刑に処せられた時、監獄の窓から見えた教会の入口の階段が大階段のモチーフとなっているなど、住宅の各所にマラパルテ自身の原風景が刻みこまれている。事実、マラパルテはこの住宅を、自身の散文「私のような女 (Donna Come Me)」になぞらえて「私のような家 (Casa Come Me）」と呼んでいた。
マラパルテが1957年に死去した後は放置され、荒廃していたが、1980年代の終わりから1990年代にかけて大規模な改修工事が行われた。現在は私有されており、一般の見学はできない。
この住宅のミステリアスなデザインは、マラパルテ自身の波瀾万丈の人生と相まって多くの建築家やアーティストを刺激してきた。これまでに発表された主な論文やエッセイに、ジョン・ヘイダック、トム・ウルフ、ロバート・ヴェンチューリ、エミリオ・アンバース、エットレ・ソットサス、マイケル・グレイヴス、ウィレム・デフォー、ピーター・アイゼンマン、磯崎新によるものがある。
ジャン＝リュック・ゴダール監督の映画『軽蔑』（1963年）では、主要なロケーション撮影が行われた。主演のブリジット・バルドーが屋上のテラスで横たわるシーンは特に有名である。